# Ashland City
Ashland City är administrativ huvudort i Cheatham County i Tennessee. Vid 2020 års folkräkning hade Ashland City 5 193 invånare.